# 艾瑞莎·弗蘭克林
艾瑞莎·弗蘭克林（英語：Aretha Franklin，1942年3月25日—2018年8月16日），美國女歌手、詞曲作家和鋼琴家，生於田納西州曼非斯。從小因參加唱詩班接觸到音樂的艾瑞莎，其歌曲風格跨越了流行音樂與靈魂樂，被封為“靈魂樂第一夫人”（Lady Soul）和“靈魂歌后”（Queen of Soul）。
艾瑞莎·弗蘭克林的職業生涯獲獎無數。她是史上获得第三多葛萊美獎的女歌手，一共19座，当中有11座来自“最佳节奏蓝调女演唱人奖”（其中的8座更是连续八年获得）。除了葛萊美之外，她也是搖滾名人堂的首位入選女性歌手。她的音樂不但叫好也十分叫座，光是入選告示牌榜單的單曲就超過70張。《滚石杂志》评选艾瑞莎為「100位最偉大的歌手」中的第一名，足以顯示其知名度。
2018年8月16日，艾瑞莎因胰神經內分泌瘤在底特律逝世。其生平傳奇事蹟被國家地理頻道改編為類傳記電影《世紀天才：靈魂歌后艾瑞莎》。派拉蒙影業2021年推出傳記片《靈魂心聲》。

## 早年

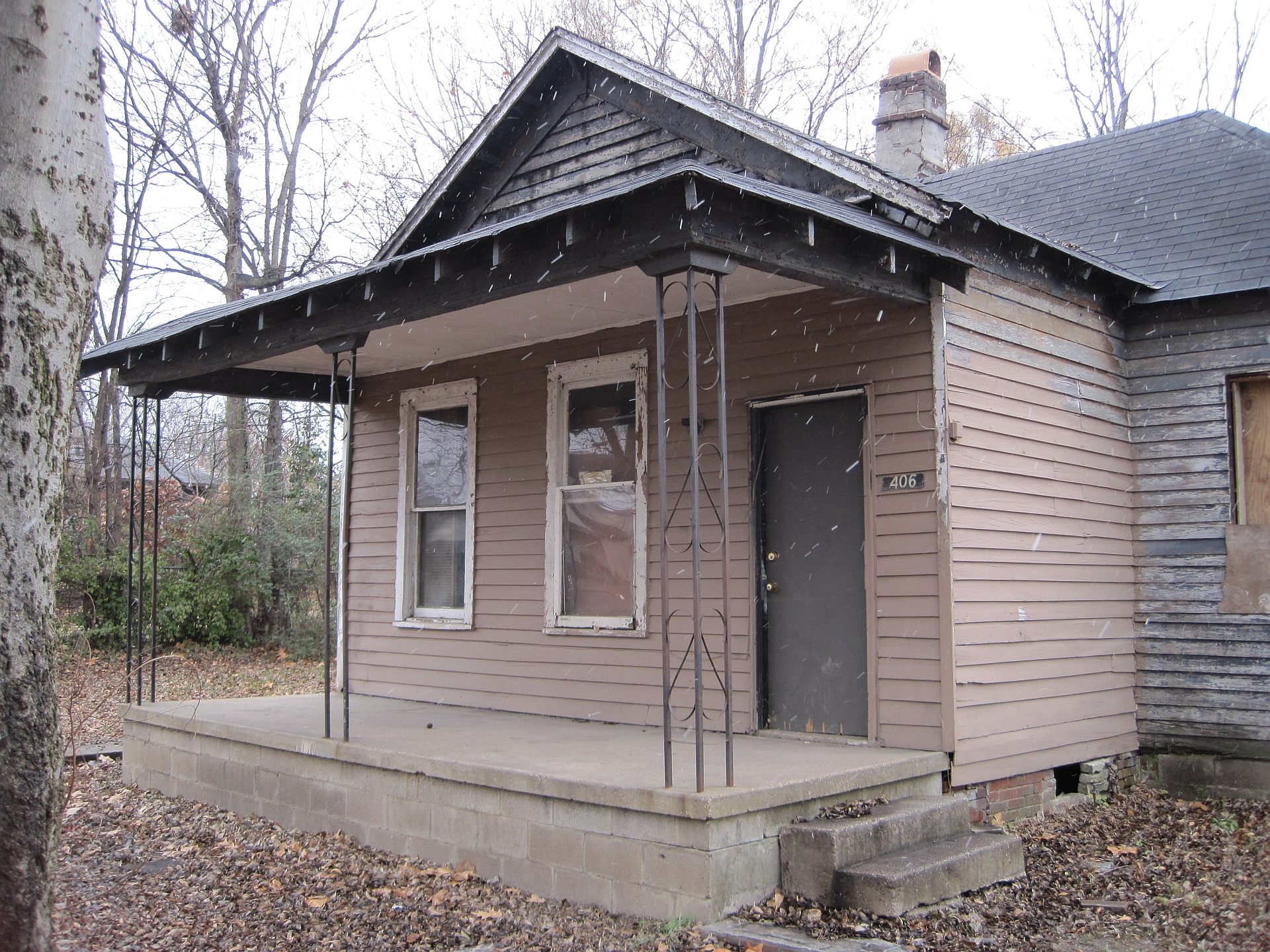
艾瑞莎·弗蘭克林出生地（位於田納西州曼菲斯）

艾瑞莎·弗兰克林出生於曼非斯，一家人曾在水牛城居住了一小段时间，然后搬到了密歇根州的底特律市。在艾瑞莎6岁时，她的父母离婚了，而母亲Barbara Siggers Franklin离开家庭，並在四年后去世。艾瑞莎与她的父亲一起长大，而她的父亲Reverend C.L. Franklin因其音乐能力而闻名，但隨著声名日盛，他酗酒、滥交的嗜好也愈发強烈。艾瑞莎也染上了父亲的陋习，在13岁时怀孕。
艾瑞莎小時候與她的姊妹Erma以及Carolyn在牧師父親的教堂中唱歌，父親教她弹钢琴，并在美国各地的酒吧里与她一起参加福音式的演出。1950年代中期，艾瑞莎开始陪父亲在美国巡回演出，负责弹钢琴和演唱，和山姆·庫克等歌手一同演出。15岁時，艾瑞莎·弗兰克林录制了《Never Grow Old》、《While the Blood Runs Warm》等几首福音歌曲，这段经历对她之后的音乐风格影响很大。录制歌曲时，她怀上了第二个孩子，后来她辍学了。因看到Sam Cooke开始录制節奏藍調风格的作品，艾瑞莎·弗兰克林也渴望登上更大的舞台，于是她搬到了紐約，18岁时被哥伦比亚唱片公司的高管约翰·哈蒙德签下。

## 歌唱事業

### 生涯初期

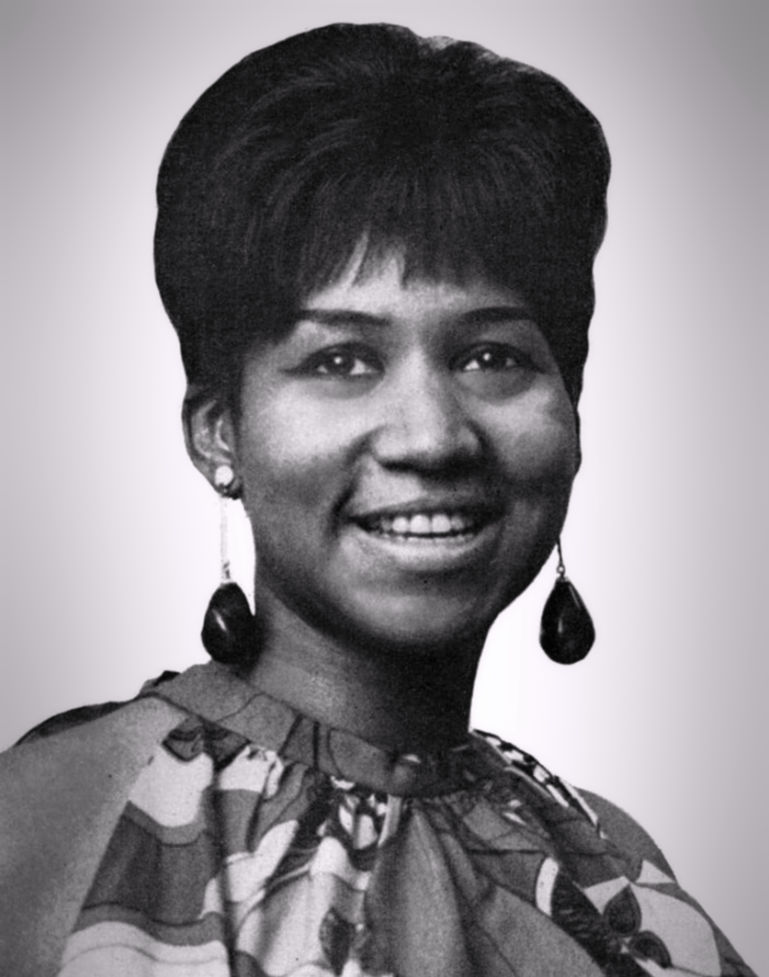
1960年代的艾瑞莎·弗蘭克林

1960年10月，艾瑞莎·弗兰克林发行个人首支单曲《Today I Sing the Blues》，该曲翻唱自山姆·庫克，登上公告牌节奏蓝调单曲榜前10名。12月，发行个人单曲《Won't Be Long》，该曲也登上节奏蓝调单曲榜前10名。1961年2月，发行个人首张录音室专辑《Aretha: With The Ray Bryant Combo》（又称《Aretha》）。9月，发行个人单曲《Rock-a-Bye Your Baby with a Dixie Melody》，该曲翻唱自艾爾·喬遜，入选为“1961年流行单曲40强”之一；该单曲的B-Side曲目《Operation Heartbreak》登上公告牌节奏蓝调单曲榜第6名。同年年底，她被爵士音乐杂志Down Beat将评选为“年度最佳女歌手”。

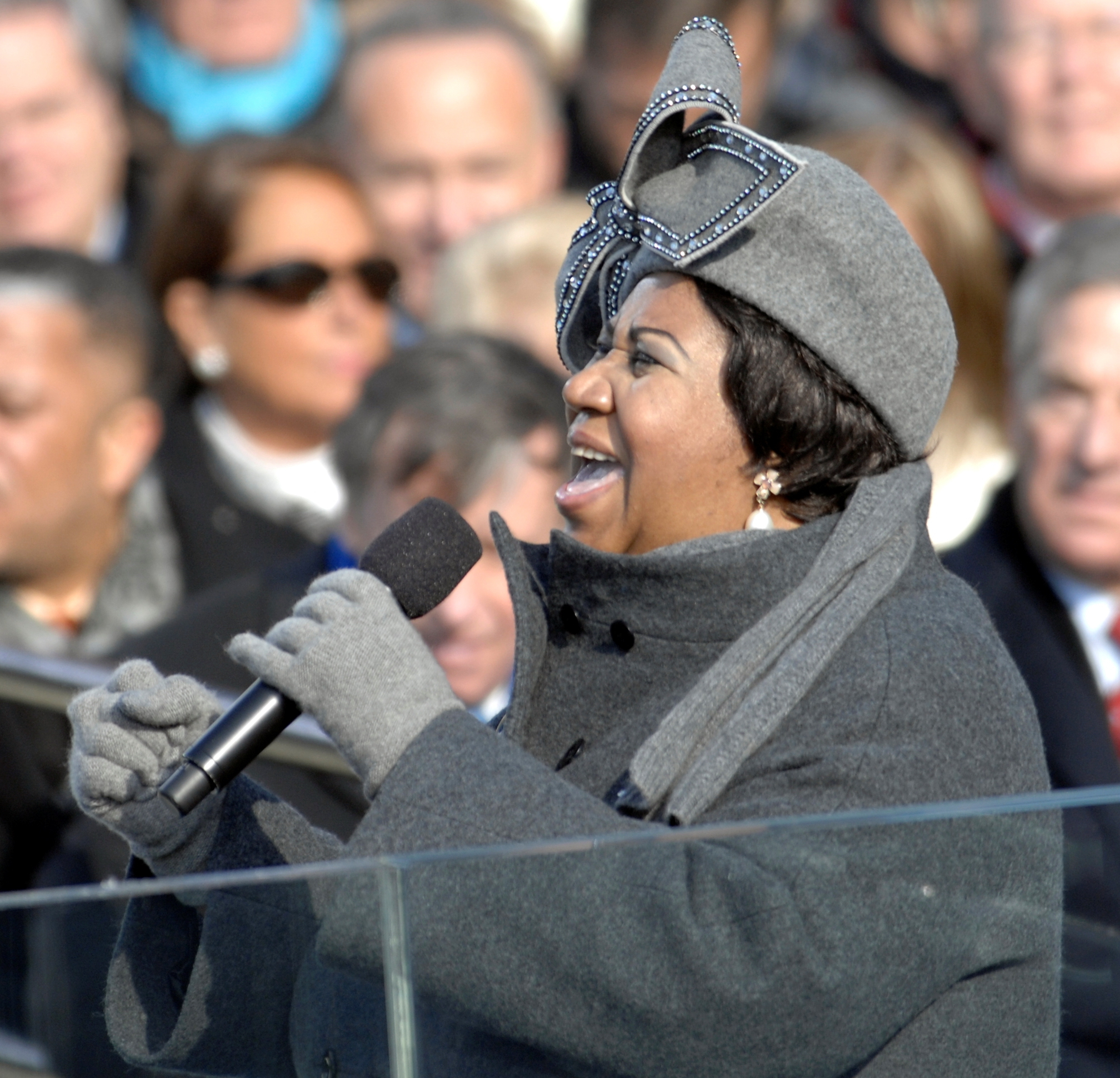
艾瑞莎·弗蘭克林在歐巴馬總統就職典禮演唱（2009年）

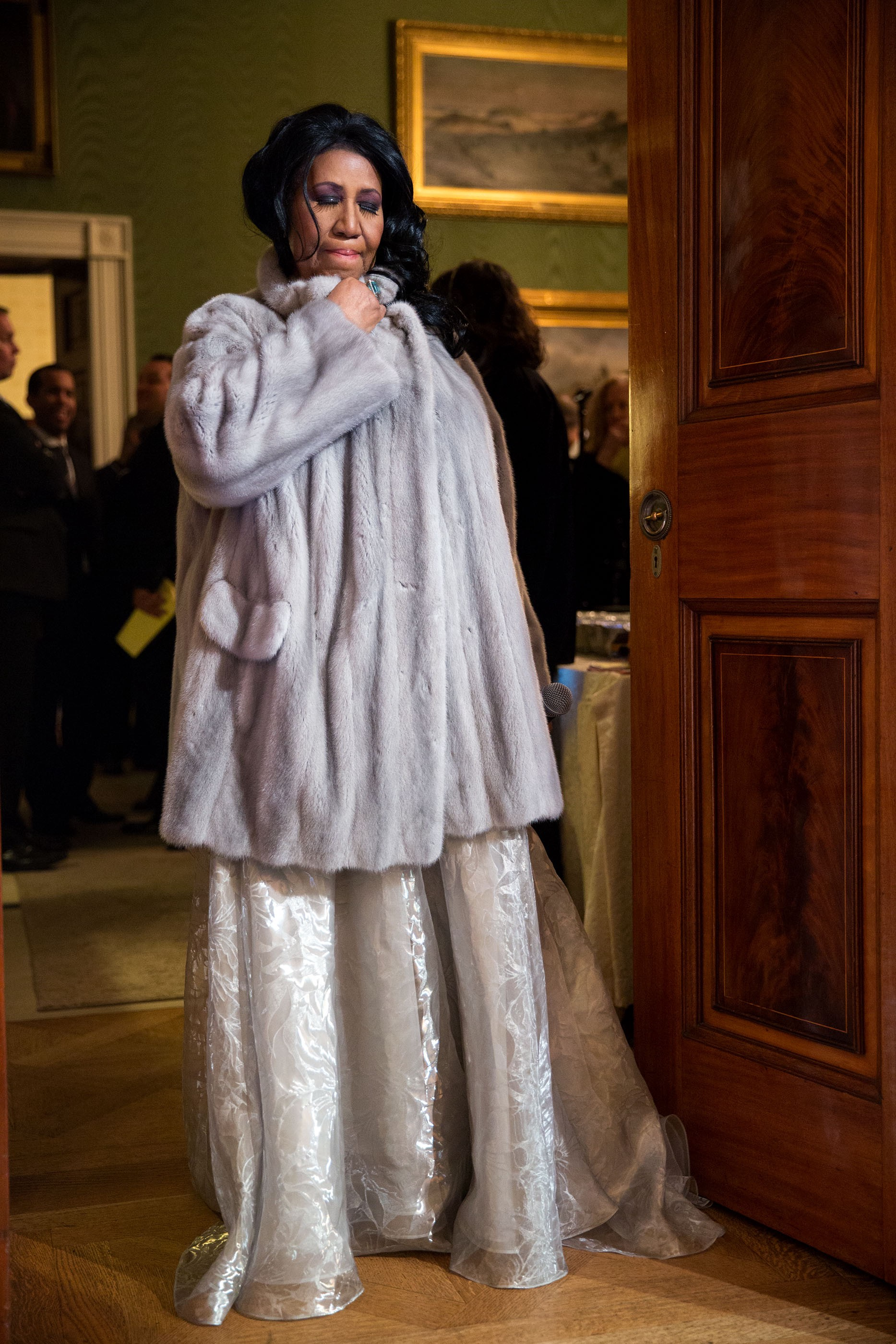
艾瑞莎·弗蘭克林在白宮等待表演（2015年）

1962年1月，艾瑞莎·弗兰克林发行个人单曲《I Surrender, Dear》，该曲登上公告牌百强单曲榜第87名。2月，发行个人第二张录音室专辑《The Electrifying Aretha Franklin》。6月和8月，相继发行单曲《Don't Cry, Baby》和《Just for a Thrill》。在8月也发行了第三张录音室专辑《The Tender, the Moving, the Swinging Aretha Franklin》，该专辑登上Billboard 200第69名，这是艾瑞莎第一张进入公告牌二百强专辑榜的唱片。12月，发行个人单曲《Trouble in Mind》，登上公告牌百强单曲榜第86名。
1963年5月，艾瑞莎·弗兰克林发行个人单曲《Here's Where I Came In (Here's Where I Walk Out)》。8月，发行第四张录音室专辑《Laughing on the Outside》。9月，发行个人单曲《Skylark》，她在歌曲的第二段采用了横跳一个八度音阶的方式演唱，在美国乐坛造成了轰动。12月，发行个人单曲《Kissin' by the Mistletoe》。
1964年2月，艾瑞莎·弗兰克林发行第五张录音室专辑《Unforgettable: A Tribute to Dinah Washington》，该专辑是艾瑞莎向黛娜·華盛頓致敬的作品，她在专辑中翻唱了《Nobody Knows the Way I Feel This Morning》、《Don't Say You're Sorry Again》、《Evil Gal Blues》等歌曲。3月，艾瑞莎·弗兰克林发行个人单曲《Soulville》。8月，发行个人单曲《Runnin' Out of Fools》，该曲登上公告牌百强单曲榜第57名，是艾瑞莎签约哥伦比亚唱片公司期间排名成绩最高的单曲。11月，发行第六张录音室专辑《Runnin' Out of Fools》，该专辑登上公告牌二百强专辑榜第84名。
1965年5月，艾瑞莎·弗兰克林第七张录音室专辑《Yeah!!!》，该专辑登上公告牌二百强专辑榜第101名。
1966年，艾瑞莎·弗兰克林发行第八张录音室专辑《Soul Sister》。同年艾瑞莎与哥伦比亚唱片公司的合约到期。
艾瑞莎采纳了经理泰德·怀特的意见，发行的9张录音室专辑每张风格都不同，除了流行音樂還包括了福音音乐、靈魂樂、爵士樂。但是这种做法使得听众和电台很疑惑，而不再演唱福音歌曲也使得艾瑞莎受到了一定的非议。她在哥伦比亚唱片公司时期发行的音乐作品销量也不理想。

### 巔峰時期
1966年底，制作人Jerry Wexler说服艾瑞莎与大西洋唱片公司签约，自此艾瑞莎的星途終於改變。Wexler造就她的秘诀在于邀集好歌让艾瑞莎充分发挥其音域宽广具爆发力的歌唱天赋，再佐以简单的节奏蓝调编排凸显她教堂式的钢琴弹奏，以期不让繁复的伴奏掩盖了拥有金嗓子的艾瑞莎。此法果然奏效，1967年艾瑞莎在Atlantic旗下推出的首支单曲《I Never Loved A Man》一举进入美国流行榜前10名，并拿下节奏蓝调榜的冠军，此後開始了艾瑞莎燦爛的演唱生涯。
1967年，翻唱自另一位灵魂歌手奧蒂斯·雷丁的第二首单曲《Respect》更使艾瑞莎声名大噪，这首歌推出后不久即成黑人世界的国歌之一，当时正是黑白种族问题白热化的時代，《Respect》的出现就像是为黑人人权运动代言一般。由于艾瑞莎的成功，《Respect》也成为女性自觉运动的代表作，甚至在其後艾瑞莎2002年的精选辑便以此歌名为标题《Respect - The Very Best Of Aretha Franklin》。
在1968年專輯《Aretha Now》中的歌曲《Think》在公告牌百大排行榜上排名第7。這首歌還登上了雜誌「Hot Rhythm & Blue Singles」的榜首，成爲她第六首單曲登上榜首。《Think》是由艾瑞莎和她當時的丈夫Ted White創作的。Pitchfork在其“20世紀60年代最偉大的200首歌曲”中將這首歌排名第15。艾瑞莎其後也爲1980年的電影《福祿雙霸天》以及1989年的專輯《Through the Storm》重新錄製了這首歌。
1960年代后期至70年代初期是艾瑞莎·弗兰克林的巅峰时期，她以灵魂、福音式曲风以及女性自觉的歌曲内容掳获广大歌迷的心，畅销曲一首接著一首，这时人们便以其1968年专辑名称《Aretha: Lady Soul》而称呼艾瑞莎为Lady Soul。艾瑞莎更於1968—1975连续8年获得格莱美最佳節奏藍調女歌手獎（Best Female R&B Vocal Performance）。

### 巔峰後期

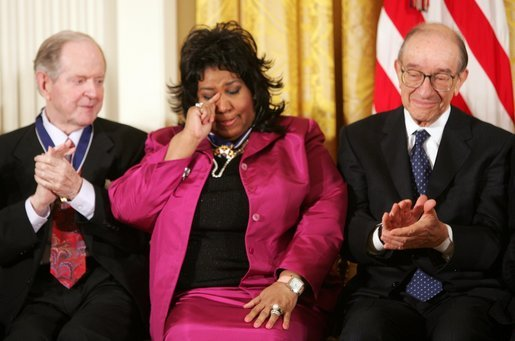
艾瑞莎·弗蘭克林在白宮獲頒總統自由勳章，旁為同一年獲頒的羅伯特·康奎斯特（左）及艾倫·葛林斯潘（右），2005年11月9日拍攝

1970年代中晚期，由于迪斯可曲風開始在流行榜发展，艾瑞莎的锋芒稍减，然而艾瑞莎在节奏蓝调排行上依旧耀眼。1980年她离开了大西洋唱片转至Arista唱片。
1981年在好莱坞星光大道留下属于自己的一颗星。
1987年入选摇滚名人堂，成为第一位进入摇滚名人堂的女性艺人。
1991年获得格莱美特别奖——格莱美当代传奇奖（Grammy Legend Award）。
1994年获得格莱美终身成就奖（Grammy Lifetime Achievement Award）。
2005年获得由时任美国总统喬治·沃克·布希颁发的总统自由勋章。
2008年1月，获得格莱美特别奖——音乐年度关怀人物（MusiCares Person of the Year）。2月，出席第50屆葛萊美獎并现场表演。同一年滾石雜誌评选出了“史上最伟大的百名歌手”，艾瑞莎·弗兰克林名列榜首。
2010年11月，艾瑞莎·弗兰克林宣布由于自己身体有恙，根据医嘱取消直到2011年5月的所有演唱会和个人露面计划。
2011年5月3日，发行专辑《A Woman Falling Out of Love》。
2014年签约RCA Records，发行个人第38张录音室大碟《Aretha Franklin Sings the Great Diva Classics》。
2018年8月16日，艾瑞莎·弗兰克林去世，享年76岁。